# 電子貨幣
電子貨幣（英語：Electronic money），是指以數位交易的方式代替現金交易的货币系統。电子货币可以有效提高交易的效率及安全。例如消费者无须携带大量现金，商户同时无须人工点算现金。交易过程主要通过金融机构或P2P系统来完成，所以安全性极大的提高。具有匿名性、节省交易费用、节省传输费用、持有风险小、支付灵活方便、防伪造及防重复性、不可跟踪性等特点。
- 广义：指基于互联网环境使用的且将代表货币价值的二进制数据保管在微机终端硬盘内的电子现金，包括行動支付例如Samsung Pay、Google Pay和网络银行。这类网上钱包只需要有账号及密码或手机等终端就可以进行交易。

- 狹義：指将货币价值保存在磁条卡片或IC感应组件内并可脱离银行支付系统流通的基于实体场所使用的电子钱包，包括具有网路银行功能的银行卡，及用于小额消费的电子卡片（车卡）、各类商业机构自行发行的储值卡（商场会员卡）[來源請求]、航空公司里程积分、赌场的筹码、电话及游戏充值卡等。[來源請求]

误区：电子货币与數位貨幣（如比特币、莱特币、瑞波币等）同为记账货币，但是，数字货币不是电子货币。

## 用途
电子货币基本上与现金的作用一致。

### 优点
- 安全
- 便捷
- 记账记录
- 方便徵税（不包括比特币等加密貨幣）
- 发生纠纷，可追诉（不包括比特币等加密貨幣）
- 延後付款（信用卡）

### 缺点
- 泄露密码会导致资金损失
- 容易作为洗黑钱的方式
- 容易转移非法财产
- 個人資金運用不善 ( 現實市場未受中央銀行承認 )
- 治安問題 ( 可以購買現實買不到的東西 )
- 交易有可能被撤销（退单）

## 現有的系統

### 全球通用
- 比特币（Bitcoin）
- 莱特币（Litecoin）
- 多吉币（Dogecoin），俗称「狗狗币」或「旺旺币」
- 以太坊（Ethereum）
- EOS
- Google Pay
- Apple Pay
- Samsung Pay
- PayPal
- Visa金融卡
- 萬事達卡簽帳金融卡
- Visa Cash
- Mastercard Cash
- Discover Contactless （页面存档备份，存于）
- AE ExpressPay
- Visa payWave
- Mastercard Contactless
- 銀聯閃付（UnionPay QuickPass）
- JCB Contactless
- Amazon Pay（英语：Amazon Pay）
- Facebook Pay （页面存档备份，存于）

### 香港
- 八達通及八達通銀包（前稱O! ePay）
- 易辦事 EPS
- 繳費靈 PPS
- 快易通 Autotoll
- PayMe from HSBC
- WeChat Pay HK
- AlipayHK
- 拍住賞 by HKT
- 云閃付UnionPay
- BoC Pay （页面存档备份，存于）
- TNG Wallet
- Huawei Pay
- 轉數快
- Samsung Pay

### 台灣
電子票證（因電支與電票的整合，改稱為儲值卡於2021年7月1日正式施行）
- 悠遊卡[4]
- 一卡通[5]
- icash 2.0[6]
- 永豐銀行 （页面存档备份，存于）

電子支付
- 專營電子支付機構[8][9]
  - 歐付寶（2016年10月7日）
  - 橘子支付 （页面存档备份，存于）（2016年10月20日）
  - 街口支付（2018年2月12日）
  - 簡單付 （页面存档备份，存于）（2018年9月19日）[10][11]
  - pxpay+全支付（2022年9月1日）[12]
  - 全盈+PAY（2022年4月25日）[13]
  - LINE Pay[14][15]
  - iPASS Money[16][17]（2018年9月3日）
  - icash Pay （页面存档备份，存于）（2019年11月5日）
  - 悠遊付（页面存档备份，存于）（2020年3月23日）
  - 蝦皮支付（2021年8月14日廢止許可[18]）
- 20家兼營電子支付機構[19]（含19家銀行、中華郵政）[20]。
- 台灣Pay & TWQR
- 聯合信用卡處理中心[21][22][23]推出之EMVCo.國際標準QR Code[24]共通規格正式上線[25]。（2018年11月14日）
- 金管會核准財金資訊股份有限公司經營「跨機構間支付款項帳務清算業務」(轉帳、繳費、繳稅)[26]。(2021年9月17日)
- 金管會核准財金資訊股份有限公司經營「TWQR電子支付跨機構共用平臺」新增「購物」功能，同意新增「購物功能以電子支付帳戶餘額(含信用卡儲值款項)、電子支付帳戶約定連結金融帳戶及電子支付帳戶直連(綁定)信用卡進行消費扣款機制」[27]。(2023年10月24日)[28][29][30]
- 「TWQR乘車碼」是由財金公司整合「QR Code共通支付標準」及交通部制定之「交通運輸票證二維條碼資料格式標準」，並透過「電子支付跨機構共用平臺」，串聯起「銀行」與「電支機構」二大支付體系。首波啟用「TWQR乘車碼」服務的金融機構包含臺灣銀行、土地銀行、合作金庫、第一銀行、華南銀行、彰化銀行、兆豐銀行、臺灣中小企業銀行及中華郵政等9家金融機構[31]。(2025年3月24日)

### 日本
2022年度無現金支付比例上升至36.0%，支付金額首次突破100兆日元。2023年度無現金支付比例為39.3%(信用卡占比83.5%，首次突破100兆日元)，以實現2025年將無現金支付比例提高到40%左右的政策目標。(2024年已達到42.8%)
- JCB Smart Code （页面存档备份，存于）
- JCB
- JCB PREMO （页面存档备份，存于）
- R Edy（楽天Edy）
- PASMO
- Suica（JR東京）
- manaca
- TOICA（JR名古屋）
- PiTaPa
- ICOCA（JR大阪）
- Nimoca
- SUGOCA（JR九州）
- Kitaca（JR北海道）
- はやかけん/Hayakaken（福冈）
- WAON
- majica
- Nanaco
- FamiPay
- QUICPay
- NTT iD
- au PAY
- LINE Pay
- WeChat Pay
- PayPay
- d払い （页面存档备份，存于）
- R Pay
- merpay
- AEON Pay
- J-Coin Pay
- Yucho Pay
- Ponta (ポンタ) Point
- d Point Club
- V Point CCCMK
- R Point Rakuten

### 南韓
- T-money
- Cashbee
- KORAIL Plus（朝鲜语：레일플러스）
- BC卡
- 現代卡（朝鲜语：현대카드）
- KB國民卡（朝鲜语：KB국민카드）
- NH農協卡（朝鲜语：NH농협카드）
- 三星卡（朝鲜语：삼성카드）
- 樂天卡（朝鲜语：롯데카드）
- 新韓卡（朝鲜语：신한카드）
- 友利卡（朝鲜语：우리카드）
- 韓亞卡（朝鲜语：하나카드）
- Naver Pay（朝鲜语：네이버페이）
- KakaoPay
- Samsung Pay
- Payco（朝鲜语：페이코）
- SSGPAY（朝鲜语：SSGPAY）
- ZeroPay（朝鲜语：제로페이）
- L.POINT LOTTE （页面存档备份，存于）

### 澳門
- 澳門通及 MPay 電子錢包
- 聚易用、聚易用＋
- 極易付 （页面存档备份，存于）
- 支付寶（內地）/ 支付寶澳門 / AlipayHK
- 微信支付（內地）/ WeChat Pay HK
- 易辦事
- 豐付寶 （页面存档备份，存于）
- 廣發移動支付
- 中銀智慧付
- 工銀e支付
- 銀聯雲閃付
- LusoPay
- BNU Pay
- 輕軌通（僅限澳門輕軌路線內使用）

### 中國大陸
- 全国交通一卡通
- 各城市或地区发行的IC卡电子票证（如北京市政交通一卡通、上海公共交通卡、南京金陵通、珠三角岭南通、广州羊城通、深圳深圳通、泉州泉通卡、沈阳盛京通、西安长安通、成都天府通）
- 中鐵銀通卡
- 鐵路e卡通
- 美团钱袋宝
- 京东钱包
- 快手支付
- 抖音支付
- 快錢
- 度小滿支付
- QQ錢包
- 微信支付 / WeChat Pay HK
- 支付寶 / AlipayHK
- 花瓣支付[35]
- 國付寶GoPay/PayPal（2019年12月19日）
- 銀聯云闪付 / UnionPay
- 數字人民幣（試點測試階段）
- 網聯支付平台（2018年6月30日）
- Mi Pay
- Huawei Pay

### 越南
- UniPass
- MoMo (ví điện tử)
- ZaloPay

### 印度
- 孔雀卡
- Paytm
- BHIM（英语：BHIM）
- WhatsApp Pay（英语：WhatsApp#WhatsApp Payments）
- G Pay（英语：Tez (software)）
- Amazon Pay（英语：Amazon Pay）
- PhonePe（英语：PhonePe）
- MobiKwik（英语：MobiKwik）
- Freecharge（英语：Freecharge）
- My airtel（英语：Airtel Payments Bank）
- PayZapp（英语：HDFC Bank）
- RuPay

### 英國
- 大倫敦地區蠔卡

### 加拿大
- 大溫哥華地區康百世卡
- 大多倫多地區Presto卡

### 澳洲
- 澳寶卡
- Myki卡
- Go卡

### 紐西蘭
- AT HOP卡

### 美國
- SmartLink
- 都會卡（MetroCard）
- OMNY（One Metro New York）
- Cash App
- 文莫
- Zelle（英语：Zelle）
- FedNow（英语：FedNow）(2023年7月20日正式上線)

### 法國
- 法蘭西島大區通游卡
- Cartes Bancaires （页面存档备份，存于）

### 歐盟
數位歐元(研發中)

### 東協
2022年11月14日，新加坡金融管理局、印尼銀行、馬來西亞中央銀行、菲律賓中央銀行及泰國銀行簽署「區域支付連結」（Regional Payment Connectivity，簡稱RPC）合作諒解備忘錄，強化合作支援跨境支付。
2023年5月10日，東盟十國領導人倡始推進區域支付連結、促進本地貨幣交易的宣言。

### 馬來西亞
- 一觸即通卡
- MCash （页面存档备份，存于）
- Boost （页面存档备份，存于）
- Maybank QRPayBiz （页面存档备份，存于）

### 新加坡
- 易通卡（CEPAS EZ-Link）
- GrabPay
- 萬捷通卡（英语：NETS FlashPay）
- NETSPay（英语：NETS (company)）

## 已經被淘汰的系統

### 香港
- 易泊卡
- Mondex
- VisaCash

### 台灣
- 台灣通
- TaiwanMoney Card
- 有錢卡[40]上線（2014年10月1日）~終止(2022年10月31日)
- 國際連（页面存档备份，存于）上線（2016年10月26日）~終止(2023年8月21日)[41]

### 日本
- Amazon Pay
- Origami Pay
- Passnet
- 交通磁卡

### 南韓
- U-Pass（朝鲜语：유패스）
- LG Pay（朝鲜语：LG 페이）